# Konkatedra Boga Ojca Miłosiernego w Zaporożu
Konkatedra Boga Ojca Miłosiernego w Zaporożu (ukr. Прокафедральний собор Бога Отця Милосердного) – rzymskokatolicka konkatedra diecezji charkowsko-zaporoskiej na Ukrainie. 5 kwietnia 1998 roku została poświęcona działka ziemi pod przyszłą świątynię przez biskupa Stanisława Padewskiego. 7 października 1999 roku został poświęcony kamień węgielny pod budowę przyszłej świątyni przez biskupa Leona Dubrawskiego, pochodzący z bazyliki św. Piotra w Rzymie. Kościół został zaprojektowany przez ukraińskich architektów z Zaporoża, wzorowany na bazylice św. Piotra w Rzymie. 7 sierpnia 2004 roku świątynia konsekrowana przez biskupów Stanisława Padewskiego, Leona Dubrawskiego, Bronisława Bernackiego i Stanisława Szyrokoradiuka. 6 lutego 2021 roku pod kościołem odsłonięto pomnik papieża Jana Pawła II.